# Нель (Сомма)
Нель (фр. Nesle) — коммуна на севере Франции, регион О-де-Франс, департамент Сомма, округ Перонн, кантон Ам. Расположена в 51 км к юго-востоку от Амьена и в 13 км от места пересечения автомагистралей А1 "Нор" и А29. На севере коммуны находится железнодорожная станция Нель линии Амьен-Лан. Через Нель должен пройти канал Сена - Северная Европа, начало строительство которого должно быть закончено к 2027 году.
Население (2018) — 2 321 человек.

## История
В 1472 году был ареной военных действий, известных впоследствии как осада Неля. Герцог Бургундский Карл Смелый во главе 80-тысячной армии перешел Сомму в районе Бре и осадил Нель, сохранивший верность королю Франции Людовику XI. После месячной осады город был взят и войска герцога устроили массовую резню населения.

## Достопримечательности
- Здание мэрии 30-х годов XX века
- Коллегиальная церковь Нотр-Дам, восстановленная в 30-х годах XX века после разрушений Первой мировой войны

## Экономика
Структура занятости населения:
- сельское хозяйство — 4,8 %
- промышленность — 29,6 %
- строительство — 3,1 %
- торговля, транспорт и сфера услуг — 30,8 %
- государственные и муниципальные службы — 31,7 %

Уровень безработицы (2017) — 20,6 % (Франция в целом — 13,4 %, департамент Сомма — 15,9 %). 

Среднегодовой доход на 1 человека, евро (2018) — 17 870 (Франция в целом — 21 730, департамент Сомма — 20 320).

## Демография
Динамика численности населения, чел.

## Администрация
Пост мэра Неля с 2020 года занимает Фредерик Демюль (Frédéric Demule). На муниципальных выборах 2020 года возглавляемый им независимый список победил в 1-м туре, получив 54,31 % голосов.
| Период | Период | Фамилия              | Партия                  | Примечания                                                      |
| ------ | ------ | -------------------- | ----------------------- | --------------------------------------------------------------- |
| 1971   | 1983   | Жан Пинконне         | Социалистическая партия | врач, член Генерального совета департамента                     |
| 1983   | 1989   | Жак Гронье           | Разные правые           | ветеринар, член Генерального совета департамента                |
| 1989   | 1996   | Жан Пинконне         | Социалистическая партия | врач                                                            |
| 1996   | 2014   | Поль Пило            | Коммунистическая партия | государственный служащий, член Генерального совета департамента |
| 2014   | 2020   | Жозе Риожа Фернандез | Разные правые           | руководитель предприятия                                        |
| 2020   |        | Фредерик Демюль      |                         | работник аппарата депутата Национального собрания               |